# دهستان کاهشنگ
دهستان کاهشنگ، دهستانی در بخش مرکزی شهرستان بیرجند است. مرکز این دهستان روستای مرک است.

## جمعیت
جمعیت این دهستان، بر پایه سرشماری عمومی نفوس و مسکن در سال ۱۳۹۵، بالغ بر ۳۷۳۷ نفر در ۱۲۱۰ خانوار می‌باشد.